# Bullet (Achterbahn)
Bullet in Selva Mágica (Guadalajara, Jalisco, Mexiko) ist eine Shuttle-Stahlachterbahn des Herstellers Schwarzkopf GmbH, die am 20. Dezember 2013 eröffnet wurde.

## Geschichte
Vor ihrer Eröffnung in Selva Mágica befand sie sich 1982 als Wiener Looping im Wiener Prater, wurde dort aber auf Grund zu lauter Geräusche nie eröffnet. Später fuhr sie dann unter demselben Namen in Boardwalk and Baseball. 1988 kaufte dann der deutsche Schausteller Goetzke die Bahn von Boardwalk and Baseball. 1991 eröffnete sie im Flamingo Land als Bullet und fuhr dort bis zu ihrer Schließung am 25. September 2005.

## Fahrt
Eine Besonderheit der Bahn ist, dass sich die Station im Mittelpunkt des 14 m hohen Loopings befindet. Der Zug wird rückwärts aus der Station auf einen 40 m hohen Turm hochgezogen. Oben angekommen fährt der Zug dann vorwärts den Turm hinab, durch die Station durch in eine 270°-Rechtskurve, die in den Looping mündet. Nach einer Linkskurve fährt der Zug einen zweiten, ebenfalls 40 m hohen Turm hinauf. Danach durchfährt der Zug die ganze Strecke wieder rückwärts. Dieser Umstand basiert auf erstmaliger Verwendung eines Schwungrades, das Abschuss und Bremsung des Zuges bewerkstelligt.

## Zug
Bullet besitzt einen Zug mit sechs Wagen. In jedem Wagen können vier Personen (zwei Reihen à zwei Personen) Platz nehmen.